# ユーリー・ラモス
ユーリー・マヌエル・ラモス（Eury Manuel Ramos, 1997年10月10日 - ）は、ドミニカ共和国プエルト・プラタ州グアナニコ出身のプロ野球選手（投手）。右投右打。メキシカンリーグのユカタン・ライオンズ所属。

## 経歴

### プロ入りとカブス傘下時代
2014年8月16日に国際フリーエージェントでシカゴ・カブスとマイナー契約を結んでプロ入り。
2015年にルーキー級ドミニカン・サマーリーグ（DSL）のDSLカブスでプロデビュー。
2022年は開幕からAA級テネシー・スモーキーズで12試合に登板して、1勝1敗、防御率1.13と抜群の安定感を見せ、5月29日にAAA級アイオワ・カブスに初昇格。しかしアイオワでは13試合に登板してうち9試合で失点、防御率は10点台と全く結果を残せず、8月2日に自由契約となった。
この年までのマイナーでの通算成績は、107試合（222回2/3）登板、7勝16敗2ホールド7セーブ、201奪三振、防御率5.21。

### 独立リーグ時代
2022年8月12日にアメリカ独立リーグ・アトランティックリーグのレキシントン・レジェンズと契約した。16試合に登板し、2勝1敗2セーブ、防御率3.86という成績を残した。 

### 第一次メキシカンリーグ時代
2023年5月2日にメキシカンリーグのサルティーヨ・サラペメーカーズと契約した。ここでは41試合に救援登板し、6勝1敗2セーブ、防御率3.71という成績を残した。

### 巨人時代
2023年9月17日、読売ジャイアンツに育成選手として入団することが発表された。背番号は057。
2024年は一軍のオープン戦にも登板し、イースタン・リーグでも2試合に救援登板して無失点と好投していたが、3月31日に退団が発表された。

### フィリーズ傘下時代
2024年4月5日にフィラデルフィア・フィリーズとマイナー契約を結んだ。AAA級リーハイバレーで6試合、AA級レディングで14試合に登板したが、7月21日に解雇された。

### 第二次メキシカンリーグ時代
2024年7月23日、巨人入団前に所属していたメキシカンリーグのサラペメーカーズに再入団した。ここでは2試合に登板した。シーズン終了後はドミニカ共和国のエストレージャス・オリエンタレスでプレー。
2025年4月16日、メキシカンリーグのユカタン・ライオンズに入団した。

## 詳細情報

### 年度別投手成績
- 一軍公式戦出場なし

### 背番号
- 057（2023年9月19日 - 2024年3月31日）